# 纳蒂布普尔
纳蒂布普尔（Natibpur），是印度西孟加拉邦Haora县的一个城镇。总人口5707（2001年）。

## 人口
该地2001年总人口5707人，其中男性2979人，女性2728人；0—6岁人口962人，其中男494人，女468人；识字率57.58%，其中男性为61.03%，女性为53.81%。